# Sopubek Begaliev
Sopubek Begaliev (en russe : Сопубек Бегалиевич Бегалиев) (29 mars 1931 – 9 octobre 2002) était un économiste de l'époque soviétique et homme politique. Il fut le fondateur de l'Assemblée du Peuple de la République kirghize, un organisme qui favorise l'harmonie inter-ethnique, la paix civile, et l'unanimité.

## Vie et carrière

### L’ère soviétique
Sopubek Begaliev est né dans le village de Tchon Tash, province de Tchouï, près de la capitale kirghize, Bichkek. Après sa sortie de l'Institut Plekhanov à Moscou en 1954, Begaliev a commencé sa carrière en tant qu'économiste au Gosplan, l'organisme central de l'économie de l'Union soviétique, et en 1960 il avait atteint le grade de Vice-Président. En 1962, il devient Ministre de l'Economie locale et, en 1963, en raison d'une restructuration du ministère, il est nommé Ministre de l'Economie municipale. Un an plus tard, il revient à Gosplan, où il est nommé Premier Vice-Président. 
En 1968, Begaliev servait à la fois en tant que Premier ministre Adjoint de la RSS kirghize et Président du Gosplan, gérant le développement économique de la région pendant plus de deux décennies. Au cours de sa carrière soviétique, Begaliev a été élu en tant que parlementaire à six reprises et a reçu l'Ordre du Drapeau Rouge du Travail à trois reprises. En 1979, il a reçu le titre Economiste Emérite de la RSS kirghize. 

### L'indépendance kirghize

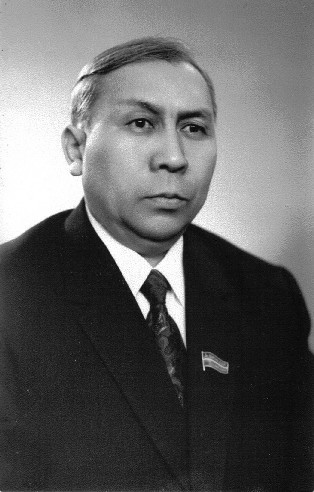
Sopubek Begaliev (1981)

En 1991, Begaliev s'est vu offrir le poste de Conseiller sur les questions économiques des républiques d'Asie centrale au Président de l'Union soviétique. Cependant, cette position a été de courte durée, car l'Union soviétique s'est effondrée la même année et le Kirghizstan est devenu indépendant. De 1991 à 1994, il a travaillé comme Conseiller auprès de la Commission des questions économiques de la République kirghize. 
En 1994, le premier Qurultay (Congrès) de tous les groupes ethniques au Kirghizstan a élu Begaliev en tant que Président du Conseil de l'Assemblée du Peuple de la République kirghize. Durant les huit années suivantes, il a travaillé en étroite collaboration avec Max van der Stoel, Haut-Commissaire pour les minorités nationales de l'OSCE et, après juillet 2001, avec son successeur, Rolf Ekéus. 
En 1997, Begaliev a reçu le prestigieux Ordre de Manas pour une vie consacrée au service public, pour sa contribution à la promotion de l'harmonie inter-ethnique et au développement de l'Assemblée du Peuple de la République kirghize. En 2001, il a reçu l'Ordre de l'Amitié, décerné  par le Président russe, Vladimir Poutine.

## Médailles et des honneurs

Un monument honorant Sopubek Begaliev, à Bichkek à l'intersection du boulevard Erkindik et de la rue Frunze (2023-07-07)

|  |  |  |  |  |  |  |